# 經濟自由主義
經濟自由主義是古典自由主義中的經濟部分。
經濟自由主義理論發展於啟蒙時代，亞當·斯密被視為第一個闡述此思想的學者。他主張政府對經濟的干預應降至最低，但他也不反對由國家提供一些基本的公共財。一些發展於18世紀的理論，認為人們只要保留他們擁有的經濟設備，而不是交由國家控制，如此將會創造出一個和諧、平等且日益繁榮的社會。此加強了18世紀末期走向反重商主義之資本主義經濟制度的潮流。
私有財產和個人契約組成了自由主義的基礎。早期理論，假設個人經濟活動是大量建立在自我利益之上，（看不見的手）讓他們在沒有任何限制之下行動將產生最佳的結果，（自發秩序）並提供了最低標準的公共資訊與正義。例如，守夜人國家僅負責沒有任何人被脅迫或竊取。
經濟自由主義支持政府除去市場的限制，並認為國家有提供公共財的合法地位。例如，亞當·斯密認為國家應擔任起提供道路、運河、學校與橋樑等私有實體無法有效執行的角色。然而，他更喜歡使用者對這些財貨的消費付出一定比例的費用（如公路收費系統）。另外，他支持能促成自由貿易的自由貿易區，也提倡著作權和專利以激勵創新。
最初，經濟自由主義是用來對抗支持封建特權、貴族傳統和君主為了他們本身利益而運轉國家經濟的人士，而這些到了19世紀末到20世紀初被大量廢除。
19世紀中期，首位共和黨的美國總統亞伯拉罕·林肯遵循輝格黨的經濟自由主義，包括增加國家控制如鐵路的供應和管理。太平洋鐵路法（Pacific Railway Acts）提供了第一條跨大陸鐵路的發展依據。
今日，經濟自由主義結合了古典自由主義、新自由主義、自由意志主義和保守主義的一些學派，特別是自由保守主義。